# فيليكس هال
فيليكس هال (بالإنجليزية: Felix Hall)‏ هو جندي أمريكي، ولد في 1922 في ميلبروك في الولايات المتحدة، وتوفي في 1942 في Fort Moore ‏ في الولايات المتحدة.